# سی و هشتمین مراسم گلدن گلوب
۳۸مین مراسم گلدن گلوب برای ارج نهادن به بهترین فیلم و شوی تلویزیونی سال ۱۹۸۰ در ۳۱ ژانویه سال ۱۹۸۱ برگزار شد

## برندگان و نامزدها

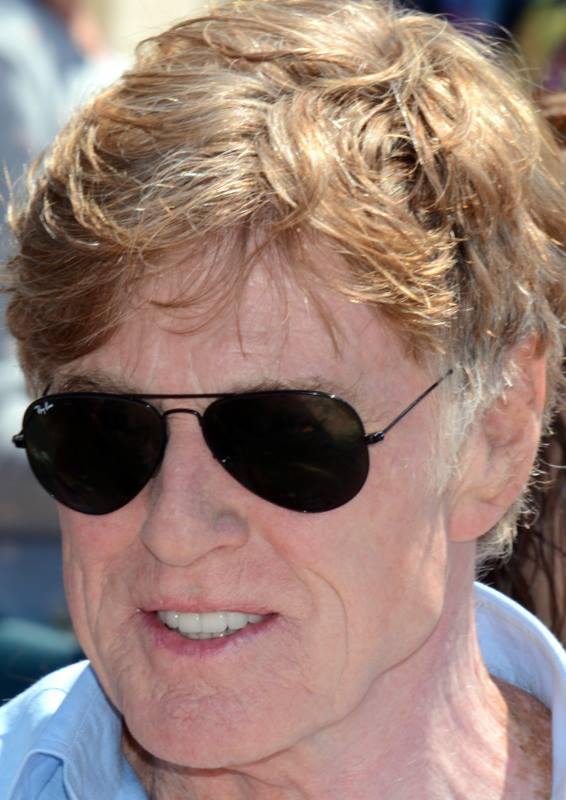
رابرت ردفورد — Best Director, winner

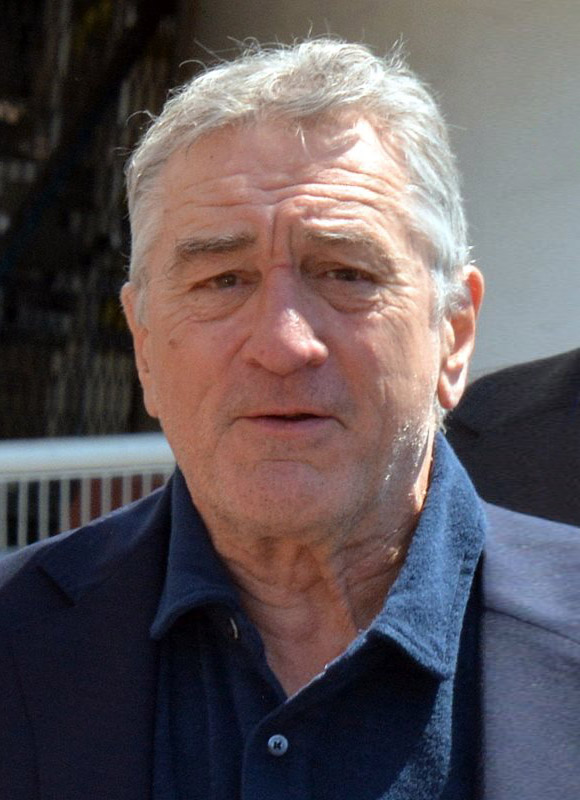
رابرت دنیرو — Best Actor in a Motion Picture, Drama winner

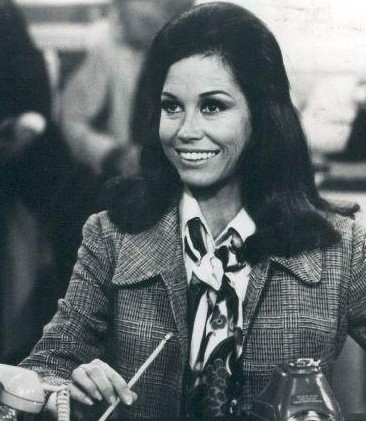
مری تایلر مور — Best Actress in a Motion Picture, Drama winner

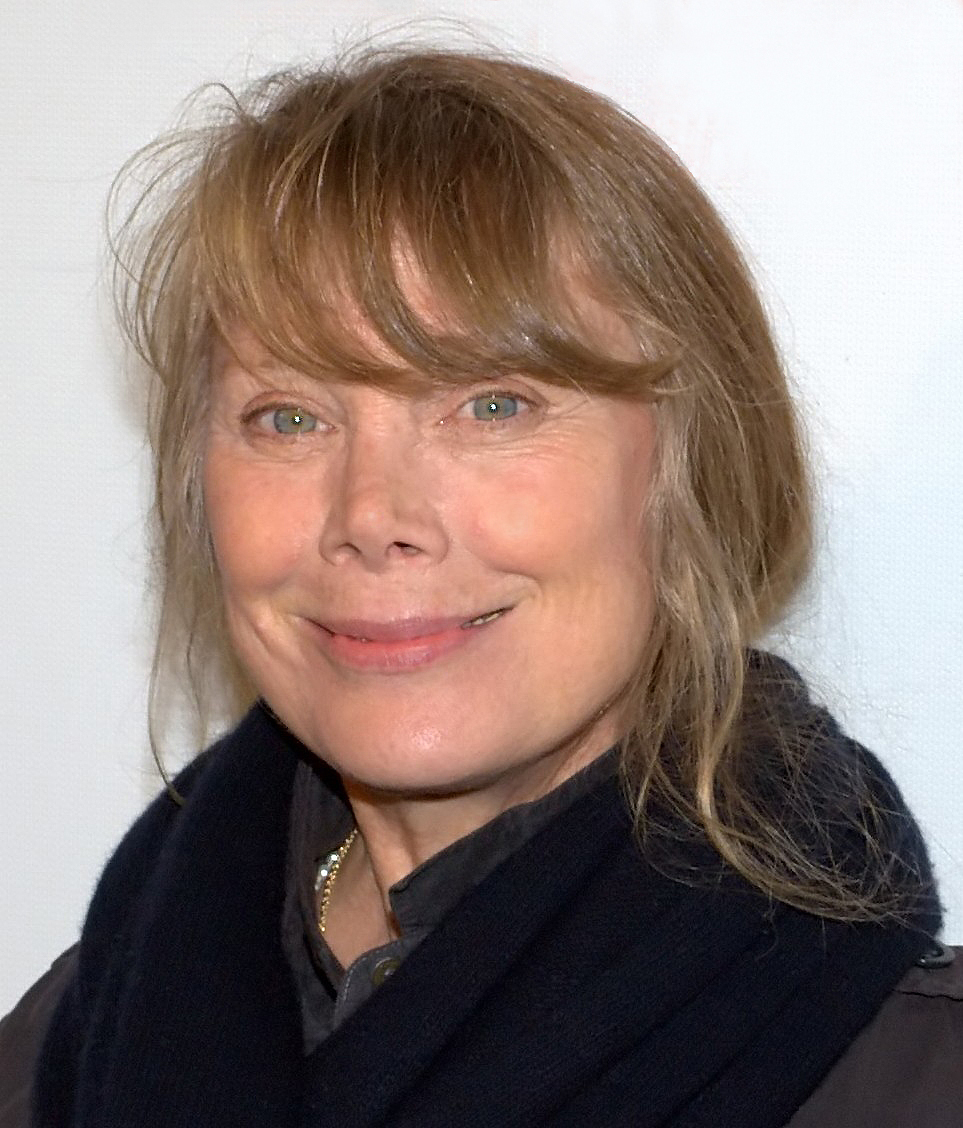
سیسی اسپیسک — Best Actress in a Motion Picture, Comedy or Musical winner

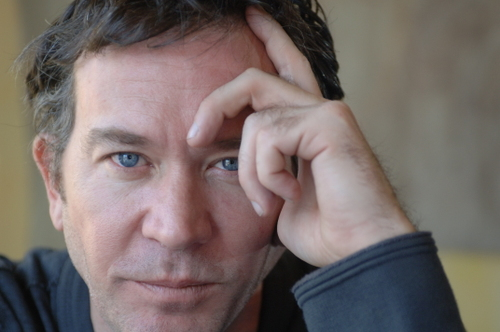
تیموتی هاتن — Best Supporting Actor in a Motion Picture, winner

مری استینبرجن — Best Supporting Actress in a Motion Picture, winner

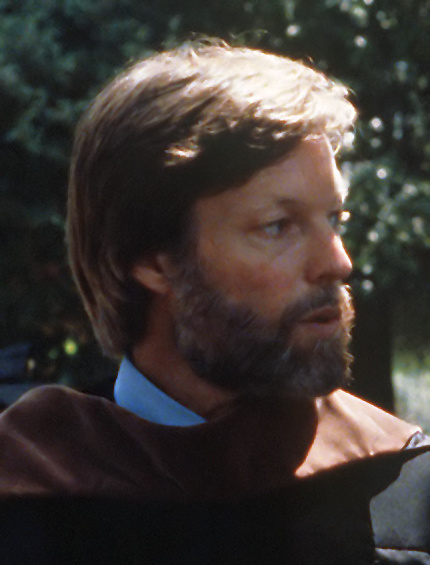
ریچارد چمبرلین — Best Actor in a Television Series, Drama winner

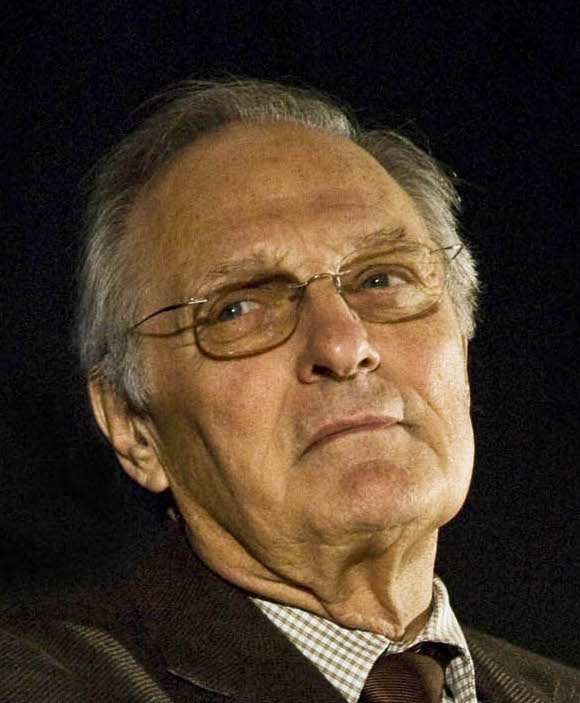
آلن آلدا — Best Actor in a Television Series, Comedy or Musical winner

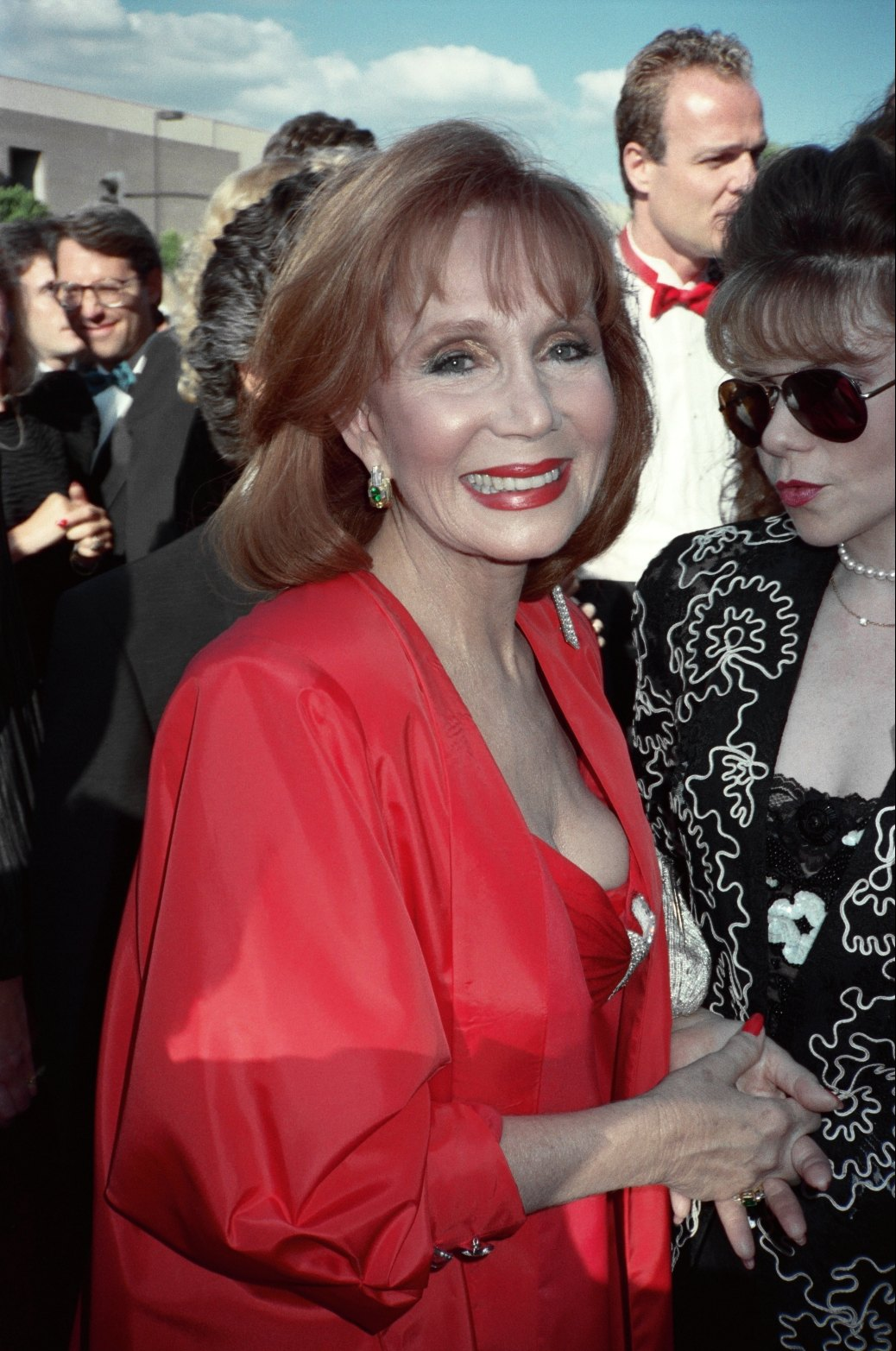
کاترین هلموند — Best Actress in a Television Series, Comedy or Musical winner

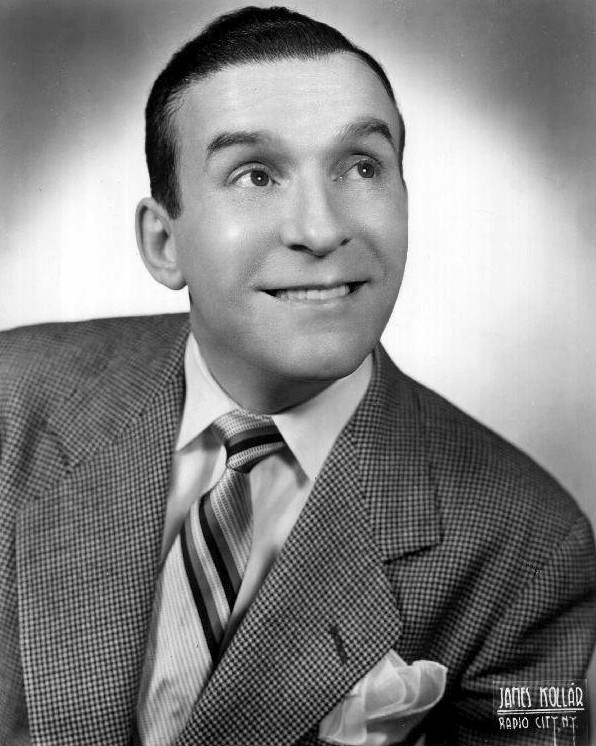
Pat Harrington — Best Supporting Actor in a Series, Miniseries or Television Film co-winner

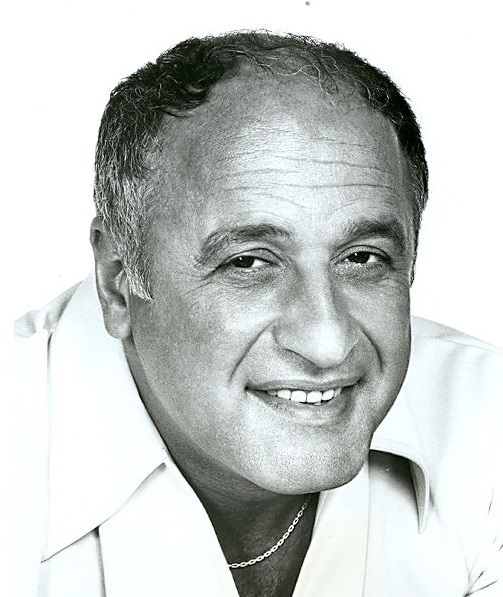
ویک تایبک — Best Supporting Actor in a Series, Miniseries or Television Film co-winner

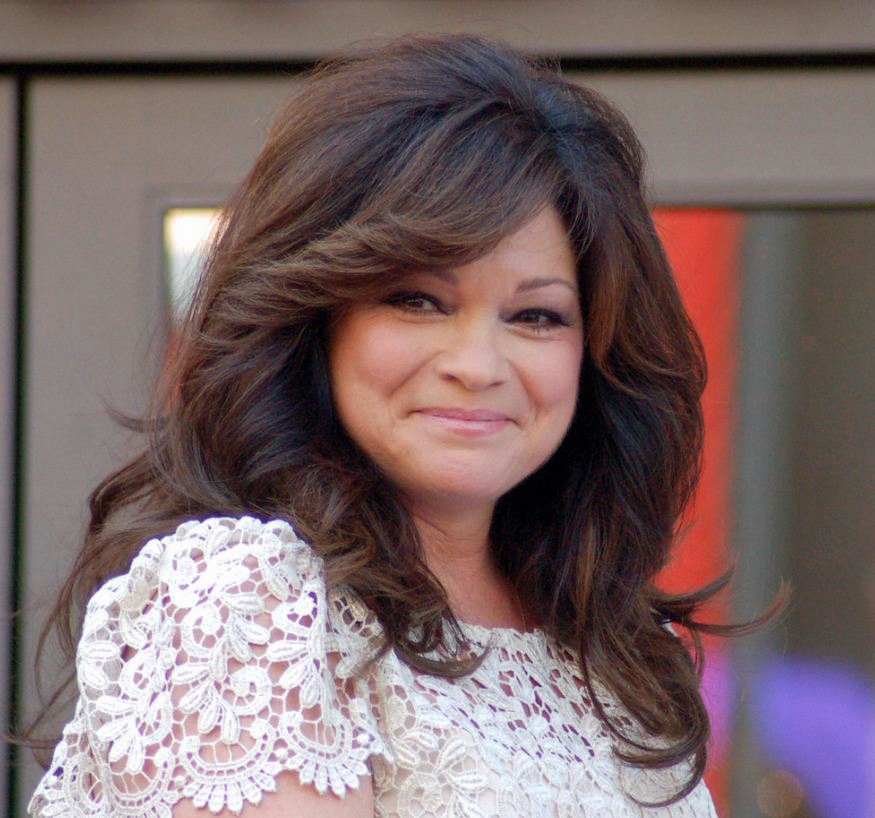
ولری برتینلی — Best Supporting Actress in a Series, Miniseries or Television Film co-winner

داین لد — Best Supporting Actress in a Series, Miniseries or Television Film winner

### فیلم سینمایی
| Best Motion Picture | Best Motion Picture |
| جایزه گلدن گلوب بهترین فیلم – درام | جایزه گلدن گلوب بهترین فیلم – موزیکال یا کمدی |
| --- | --- |
| - مردم معمولی - مرد فیل‌نما - The Ninth Configuration - گاو خشمگین - بدل‌کار | - دختر معدنچی زغال‌سنگ - هواپیما! - شهرت - The Idolmaker - ملوین و هاوارد |
| Best Performance in a Motion Picture – Drama | |
| جایزه گلدن گلوب بهترین بازیگر مرد – فیلم درام | جایزه گلدن گلوب بهترین بازیگر زن – فیلم درام |
| - رابرت دنیرو – گاو خشمگین در نقش جیک لاموتا - جان هرت – مرد فیل‌نما در نقش جوزف مریک - جک لمون – باج در نقش Scottie Templeton - پیتر اوتول – بدل‌کار در نقش Eli Cross - دونالد ساترلند – مردم معمولی در نقش Calvin Jarrett                                                | - مری تایلر مور – مردم معمولی در نقش Beth Jarrett - الن برستین – رستاخیز در نقش Edna Mae McCauley - ناستاسیا کینسکی – تس در نقش Tess Durbeyfield - دبورا رفین – لمس عشق در نقش Lena Canada - جنا رولندز – گلوریا در نقش Gloria Swenson                                                |
| Best Performance in a Motion Picture – Comedy or Musical | |
| جایزه گلدن گلوب بهترین بازیگر مرد – فیلم موزیکال یا کمدی | جایزه گلدن گلوب بهترین بازیگر زن – فیلم موزیکال یا کمدی |
| - ری شارکی – The Idolmaker در نقش Vinnie Vacarri - نیل دایمند – خواننده جاز در نقش Yussel Rabinovitch - تامی لی جونز – دختر معدنچی زغال‌سنگ در نقش Doolittle Mooney Lynn - پال له مت – ملوین و هاوارد در نقش Melvin Dummar - والتر ماتائو – Hopscotch در نقش Miles Kendig | - سیسی اسپیسک – دختر معدنچی زغال‌سنگ در نقش لورتا لین - ایرنه کارا – شهرت در نقش Coco Hernandez - گلدی هان – سرباز بنجامین در نقش Judy Benjamin - بت میدلر – Divine Madness! در نقش Herself / The Divine Miss M - دالی پارتن – نه تا پنج در نقش Doralee Rhodes                         |
| Best Supporting Performance in a Motion Picture – Drama, Comedy or Musical | |
| جایزه گلدن گلوب بهترین بازیگر نقش مکمل مرد | جایزه گلدن گلوب بهترین بازیگر نقش مکمل زن |
| - تیموتی هاتن – مردم معمولی در نقش Conrad Jarrett - جاد هیرش – مردم معمولی در نقش Tyrone Berger - جو پشی – گاو خشمگین در نقش Joey LaMotta - جیسون روباردز – ملوین و هاوارد در نقش هوارد هیوز - اسکات ویلسون – The Ninth Configuration در نقش Capt. Billy Cutshaw         | - مری استینبرجن – ملوین و هاوارد در نقش Lynda Dummar - لوسی آرناز – خواننده جاز در نقش Molly Bell - بورلی دی آنجلو – دختر معدنچی زغال‌سنگ در نقش پتسی کلاین - کتی موریارتی – گاو خشمگین در نقش Vicki LaMotta - دبرا وینگر – گاوچران شهری در نقش Sissy Davis                            |
| Other | |
| جایزه گلدن گلوب بهترین کارگردانی | جایزه گلدن گلوب بهترین فیلم‌نامه |
| - رابرت ردفورد – مردم معمولی - دیوید لینچ – مرد فیل‌نما - رومن پولانسکی – تس - ریچارد راش – بدل‌کار - مارتین اسکورسیزی – گاو خشمگین | - The Ninth Configuration – ویلیام پیتر بلتی - مرد فیل‌نما – Eric Bergren and Christopher De Vore - مردم معمولی – آلوین سارجنت - گاو خشمگین – مارتیک مارتین and پل شریدر - بدل‌کار – Lawrence B. Marcus                                                                                 |
| جایزه گلدن گلوب بهترین موسیقی | جایزه گلدن گلوب بهترین ترانه غیراقتباسی |
| - بدل‌کار – دومینیک فرونتیر - ژیگولوی آمریکایی – جورجو مورودر - The Competition – لالو شیفرین - امپراتوری ضربه می‌زند – جان ویلیامز - شهرت – مایکل گور - Somewhere in Time – جان بری                                                                                       | - "Fame" (مایکل گور، دین پیچفورد) – شهرت - "9 to ۵" (دالی پارتن) – نه تا پنج - "صدایم کن" (جورجو مورودر، دبی هری) – ژیگولوی آمریکایی - "Love on the Rocks" (نیل دایمند، ژیلبر بکو) – خواننده جاز - "Yesterday's Dreams" (میشل لوگران، Carol Connors, Johnny Mathis) – دوباره عاشق شدن |
| New Star of the Year – Actor | New Star of the Year – Actress |
| - تیموتی هاتن – مردم معمولی در نقش Conrad Jarrett - کریستوفر اتکینز – مرداب آبی در نقش Richard LeStrange - ویلیام هرت – احوال دگرگون‌شده در نقش Dr. Edward Jessup - مایکل اوکیف – سانتینی کبیر در نقش Ben Meechum - استیو ریلزبک – بدل‌کار در نقش Cameron                  | - ناستاسیا کینسکی – تس در نقش Tess Durbeyfield - نانسی آلن – در لباسی خیره‌کننده در نقش Liz Blake - کتی موریارتی – گاو خشمگین در نقش Vicki LaMotta - دالی پارتن – نه تا پنج در نقش Doralee Rhodes - دبرا وینگر – گاوچران شهری در نقش Sissy Davis                                       |
| جایزه گلدن گلوب بهترین فیلم غیر انگلیسی‌زبان | |
| - تس (بریتانیا) - 'Breaker' Morant (استرالیا) - کاگه‌موشا (ژاپن) - آخرین مترو (فرانسه) - My Brilliant Career (استرالیا) - Special Treatment (یوگسلاوی) | |

فیلم های زیر چندین نامزدی دریافت کردند:
| Nominations | Title                   |
| ----------- | ----------------------- |
| ۸           | مردم معمولی             |
| ۷           | گاو خشمگین              |
| ۵           | بدل‌کار                  |
| ۴           | دختر معدنچی زغال‌سنگ     |
| ۴           | مرد فیل‌نما              |
| ۴           | شهرت                    |
| ۳           | نه تا پنج               |
| ۳           | خواننده جاز             |
| ۳           | ملوین و هاوارد          |
| ۳           | The Ninth Configuration |
| ۳           | تس                      |
| ۲           | ژیگولوی آمریکایی        |
| ۲           | The Idolmaker           |
| ۲           | گاوچران شهری            |

The following films received multiple wins:
| Wins | Title                 |
| ---- | --------------------- |
| ۵    | Ordinary People       |
| ۲    | Coal Miner's Daughter |
| ۲    | Tess                  |

### مجموعه تلویزیونی
| Best Television Series | Best Television Series |
| جایزه گلدن گلوب بهترین مجموعه تلویزیونی – درام | جایزه گلدن گلوب بهترین مجموعه تلویزیونی – موزیکال یا کمدی |
| --- | --- |
| شوگون - دالاس - Hart to Hart - لو گرانت - Vega$ - The Scarlett O'Hara War | Taxi - آلیس - The Love Boat - M*A*S*H - Soap |
| Best Performance in a Television Series Drama | |
| جایزه گلدن گلوب بهترین بازیگر مرد – مجموعه تلویزیونی درام | جایزه گلدن گلوب بهترین بازیگر زن – مجموعه تلویزیونی درام |
| ریچارد چمبرلین - شوگون در نقش John Blacthorne - اد اسنر - لو گرانت در نقش Lou Grant - لری هگمن - دالاس در نقش J.R. Ewing - رابرت اوریچ - Vega$ در نقش Dan Tanna - رابرت واگنر - Hart to Hart در نقش Jonathan Hart                                                               | یوکو شیمادا - شوگون در نقش Lady Toda Mariko - باربارا بل گدس - دالاس در نقش Miss Ellie Ewing Farlow - ملیسا گیلبرت - خانه کوچک در نقش Laura Ingalls Wilder - لیندا گری - دالاس در نقش Sue Ellen Ewing - استفانی پاورز - Hart to Hart در نقش Jennifer Hart      |
| Best Performance in a Television Series – Musical or Comedy | |
| جایزه گلدن گلوب بهترین بازیگر مرد – مجموعه تلویزیونی موزیکال یا کمدی | جایزه گلدن گلوب بهترین بازیگر زن – مجموعه تلویزیونی موزیکال یا کمدی |
| آلن آلدا - M*A*S*H در نقش Capt. Benjamin "Hawkeye" Pierce - جاد هیرش - Taxi در نقش Alex Reiger - هل لیندن - Barney Miller در نقش Capt. Bernard "Barney" Miller - گوین مکلئود - The Love Boat در نقش Capt. Merrill Stubing - وین راجرز - House Calls در نقش Dr. Charley Michaels | کاترین هلموند - Soap در نقش Jessica Tate - لونی اندرسون - WKRP in Cincinnati در نقش Jennifer Marlowe - پالی هالیدی - Flo در نقش Florence "Flo" Castleberry - لیندا لوین - آلیس در نقش Alice Hyatt - لین ردگریو - House Calls در نقش Ann Atkinson               |
| Best Supporting Performance in a Series, Miniseries or Television Film | |
| جایزه گلدن گلوب بهترین بازیگر نقش مکمل مرد – سریال، سریال کوتاه یا فیلم تلویزیونی | جایزه گلدن گلوب بهترین بازیگر نقش مکمل زن – سریال، سریال کوتاه یا فیلم تلویزیونی |
| پت هرینگتون جونیور - One Day at a Time (tie) در نقش Dwayne Schneider ویک تایبک - آلیس (tie) در نقش Mel Sharples - دنی دویتو - Taxi در نقش Louie De Palma - اندی کافمن - Taxi در نقش Latka Gravas - جفری لوئیس - Flo در نقش Earl Tucker                                          | ولری برتینلی - One Day at a Time (tie) در نقش Barbara Cooper Royer داین لد - آلیس (tie) در نقش Isabelle "Belle" Dupree - مریلو هنر - Taxi در نقش Elaine O'Connor Nardo - بث هالند - آلیس در نقش Vera Gorman Novak - لیندا کلسی - لو گرانت در نقش Billie Newman |
| جایزه گلدن گلوب بهترین مجموعه تلویزیونی کوتاه یا فیلم تلویزیونی | |
| The Shadow Box - خاطرات آنه فرانک - ساموئل ماد - Playing for Time - داستان دو شهر | |

The following programs received multiple nominations:
| نامزدی‌ها | عنوان فیلم        |
| -------- | ----------------- |
| ۵        | Taxi              |
| ۴        | آلیس              |
| ۴        | دالاس             |
| ۳        | لو گرانت          |
| ۳        | شوگون             |
| ۲        | Flo               |
| ۲        | Hart to Hart      |
| ۲        | House Calls       |
| ۲        | The Love Boat     |
| ۲        | M*A*S*H           |
| ۲        | One Day at a Time |
| ۲        | Soap              |
| ۲        | Vega$             |

The following programs received multiple wins:
| برندگان | عنوان فیلم         |
| ------- | ------------------ |
| ۳       | Shogun             |
| ۲       | Alice              |
| ۲       | Once Day at a Time |

### جایزه گلدن گلوب سیسیل بی. دمیل
جین کلی